# 14267 Zook
14267 Zook è un asteroide della fascia principale. Scoperto nel 2000, presenta un'orbita caratterizzata da un semiasse maggiore pari a 2,3385064 UA e da un'eccentricità di 0,2457775, inclinata di 3,72421° rispetto all'eclittica.